# Helle Sichlau
Helle Sichlau født 25. oktober 1957 er en dansk tidligere atlet, som var medlem i Kastrup Tårnby Atletik. Hun vandt 15 danske meterskaber.
Helle Sichlau er gift med tidligere atlet Søren Viggo Pedersen

## Internationale mesterskaber
- 1983 VM 400 meter hæk nummer 19 57.90
- 1982 EM 400 meter hæk nummer 14 58.91
- 1981 EM-inde 50 meter hæk inde nummer 14 7,29
- 1976 NM Femkamp  Bronze 3897

## Internationale ungdomsmesterskaber
- 1975 JEM 100 meter hæk nummer 4 14,25
- 1975 JEM Femkamp nummer 12 3725

## Danske mesterskaber
- Guld 1984 400 meter 54.90
- Guld 1984 400 meter hæk 58.15
- Guld 1983 100 meter hæk 13.49w
- Guld 1983 400 meter hæk 58.14
- Guld 1982 100 meter hæk 13.94
- Guld 1982 400 meter hæk 59.68
- Guld 1981 400 meter hæk 60.34
- Sølv 1981 100 meter hæk 13.6
- Guld 1980 100 meter hæk 13.6
- Guld 1980 400 meter hæk 59.4
- Sølv 1980 Længdespring 6,02
- Guld 1980 60 meter hæk inde 8.3
- Guld 1979 60 meter hæk inde 8.6
- Guld 1978 400 meter hæk 62.18
- Sølv 1978 100 meter hæk 14.18
- Bronze 1978 Længdespring 5,81
- Guld 1977 60 meter hæk inde 8.6
- Guld 1976 100 meter hæk 14.54
- Guld 1976 60 meter hæk inde 8.7
- Sølv 1975 100 meter hæk 14.21
- Bronze 1974 100 meter hæk 15.0
- Bronze 1973 100 meter hæk 15.4

## Danske rekorder
- 50 meter hæk inde: 7,29 21. februar 1981
- Femkamp: 4083p Østerbro Stadion 27. juni 1976 (Serie:14,0-ll,37-1,64-5,60-25,0)